# Eugénie de Santa-Coloma Sourget

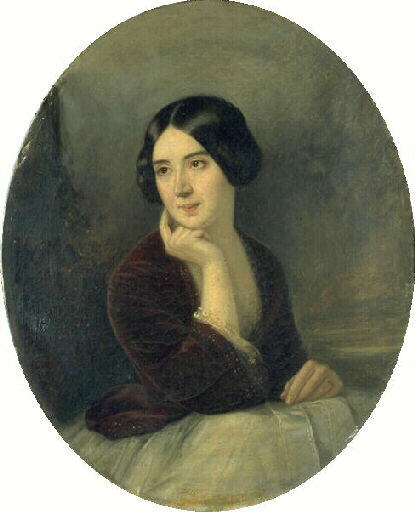
Eugenia de Santa Colona Sourget de Louis Mousquet

Jeanne Marie Eugénie de Santa Coloma Sourget (8 de febrero de 1827-11 de junio de 1895) fue una compositora, pianista y cantante, que compuso una ópera (L'image) y cantó en la Ópera de París.
Santa Coloma nació en Burdeos de Marie Virgine Gazagne Bouguette y Eugenio María de Santa Coloma Lezica. Su padre fue Cónsul de Chile y Cónsul General de Argentina en Francia. Santa Coloma mostraba una temprana habilidad musical y comenzó a tomar clases de piano a los 5 años, tras escuchar una canción en la calle y reproducirla perfectamente en el piano de su familia en casa. Estudió música con Arregui (no identificado más allá), Henri Bertini, Charles Louis Colin (el padre del compositor francés Charles Colin), Mme. Dufresne (no identificado más allá) y Pierre Joseph Guillaume Zimmerman. Después de escucharla cantar en París, el compositor de ópera Fromental Halevy se ofreció a escribir un papel para ella. Debutó en la Ópera de París en 1847  y se casó con el señor Sourget en 1849. Tanto Louise Bertin como Paul Lacome le dedicaron canciones.
En su testamento, Santa Coloma dejó un legado de 5.000 francos al Conservatorio de París . El interés se otorgaría cada año al estudiante (bien fuese un hombre o una mujer) que obtuviese el primer premio en canto, piano y composición. Fue otorgado a las siguientes personas:
- 1897 Sr. Hans (cantante)
- 1898 ML Levy (piano)
- 1899 Sr. Ganave (sin especificar)
- 1900 M. Cesbron (cantante).[8]

La música de Santa Coloma fue publicada por E. Gerard et Cie, Escudier Freres y Joseph Meissonnier. Sus composiciones incluyen:

## Obras

### De cámara
- Trío de cuerdas [10]

### Ópera
- L'image [2]

### Piano
- Piezas varias [11]

### Vocal
- “A une jeune fille” (texto de Victor Hugo ) [12]
- “C'est ton nom” [13]
- “Chant du crepuscule” (texto de Victor Hugo) [12]
- “Chant Madeleine” [13]
- “La Cigale et la fourmi” (texto de Jean de la Fontaine ) [12]
- “Une Etoile” [9]